# Dareios-Maler

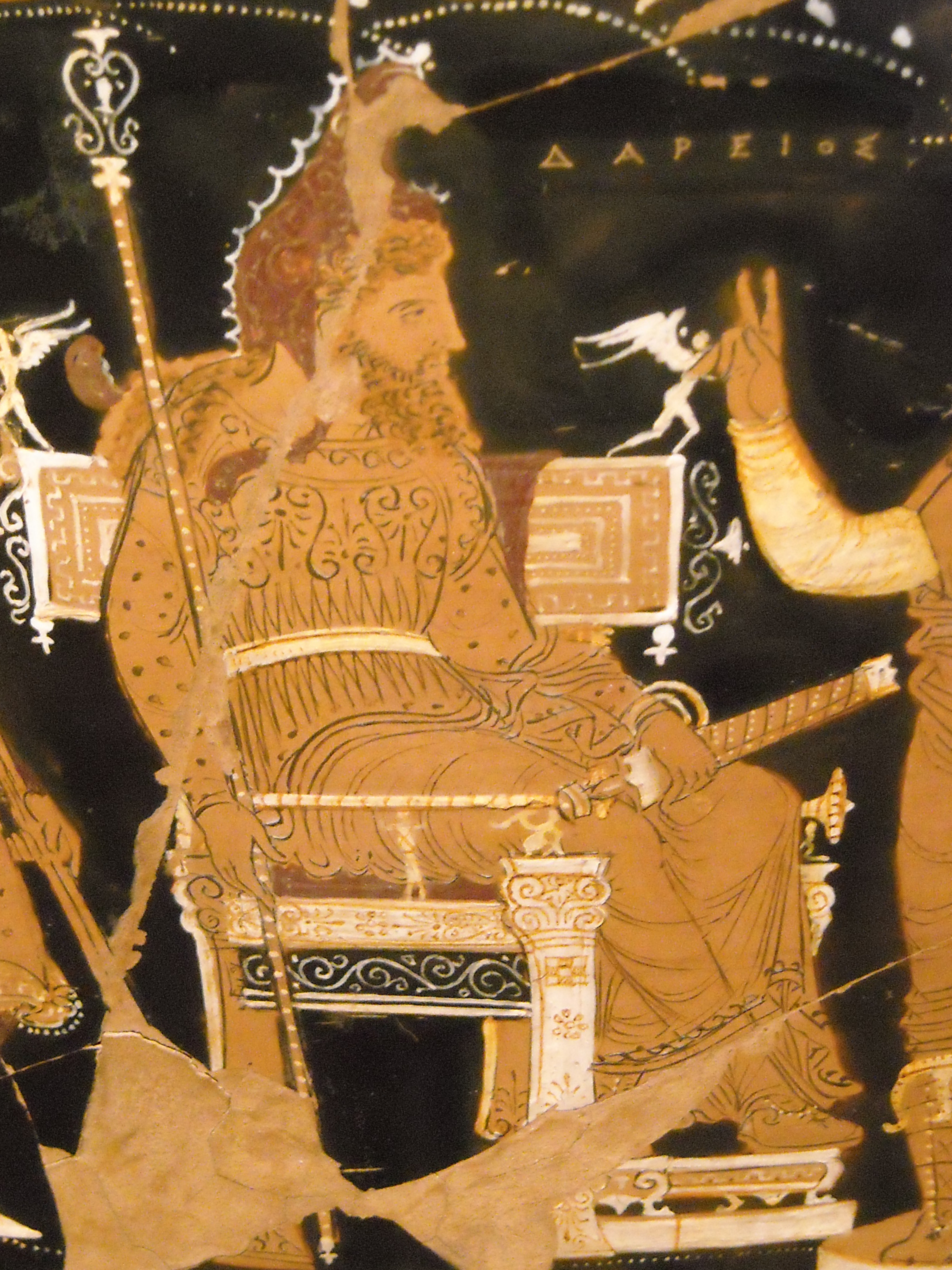
Detail der Perservase: Dareios-Figur mit Beschriftung (ΔΑΡΕΙΟΣ, oben rechts)

Der Dareios-Maler (auch Darius-Maler) war ein apulischer Vasenmaler und bedeutender Vertreter des reichen Stils der unteritalischen Vasenmalerei. Seine Werke werden in die Zeit von 340 bis 320 v. Chr. datiert.
Der Dareios-Maler ist mit einem Notnamen nach dem von ihm dargestellten Dareios I. auf seinem bekanntesten Werk, der Perservase, benannt worden. Viele seiner Werke – Volutenkratere, Amphoren, Loutrophoren – haben große Ausmaße. Er stellte vor allem Motive aus der Theaterwelt, besonders aus den klassischen Tragödien des Euripides, und mythologische Szenen dar. Mehrere mythologische Darstellungen sind nur durch seine Vasen bekannt. Auf anderen Vasen (vor allem Peliken) zeigt er auch Hochzeits-, Eros-, Frauen- und dionysische Motive. Hingegen sind im Gegensatz zu anderen Malern der Zeit sepulkrale Szenen (so auf Naïskosvasen) selten, und wenn sie vorkommen, dann fast immer nur auf den Rückseiten. Manche Bilder wie die auf der Perservase zeigen Bezüge zur Zeitgeschichte. Offensichtlich zeigte der Maler Interesse für die Eroberungszüge Alexanders des Großen.

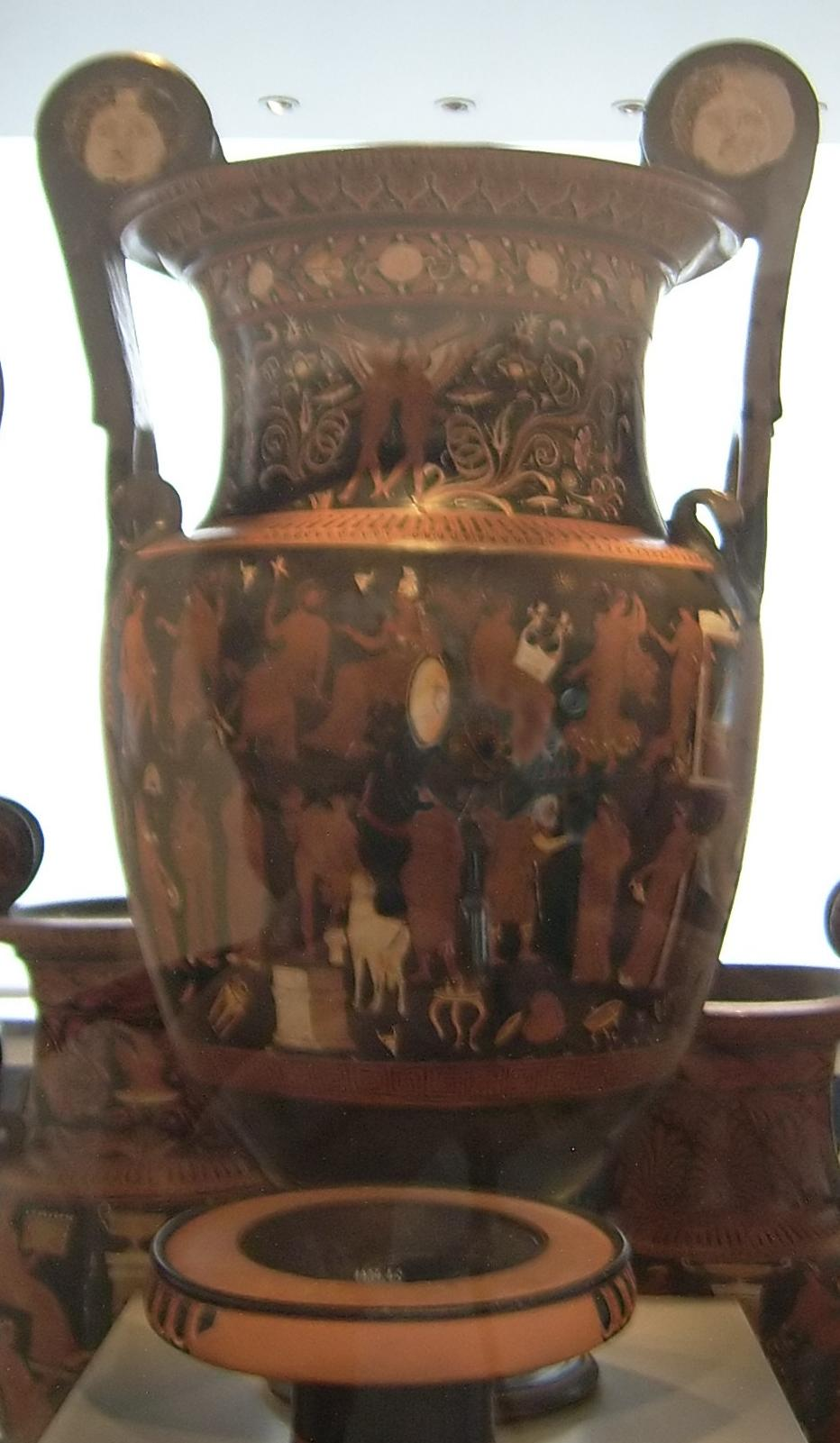
Phrixos-Krater

Auffällig ist beim Dareios-Maler die häufige Verwendung von Inschriften. So benennt er Figuren nicht nur mit einem Personennamen, sondern auch nach thematischen Aspekten (etwa persai für Perser). Man kann diese Inschriften zum Teil als „Bildtitel“ ansehen. Zudem ist er dafür bekannt, die ganze Fläche der Vasen für die Bebilderung zu verwenden, die nicht selten in zwei oder drei Registern ausgeführt ist. Manchmal werden die einzelnen Zonen durch opulente ornamentalische Friese strukturiert. Der Dareios-Maler gilt als der erste Maler, der die Möglichkeiten der großflächigen Vasen ausnutzte. Seine Zeichnungen gelten als sehr gut. Vor allem die Gesichter, die er oft in Dreiviertelansicht zeigt, sind sehr genau wiedergegeben.

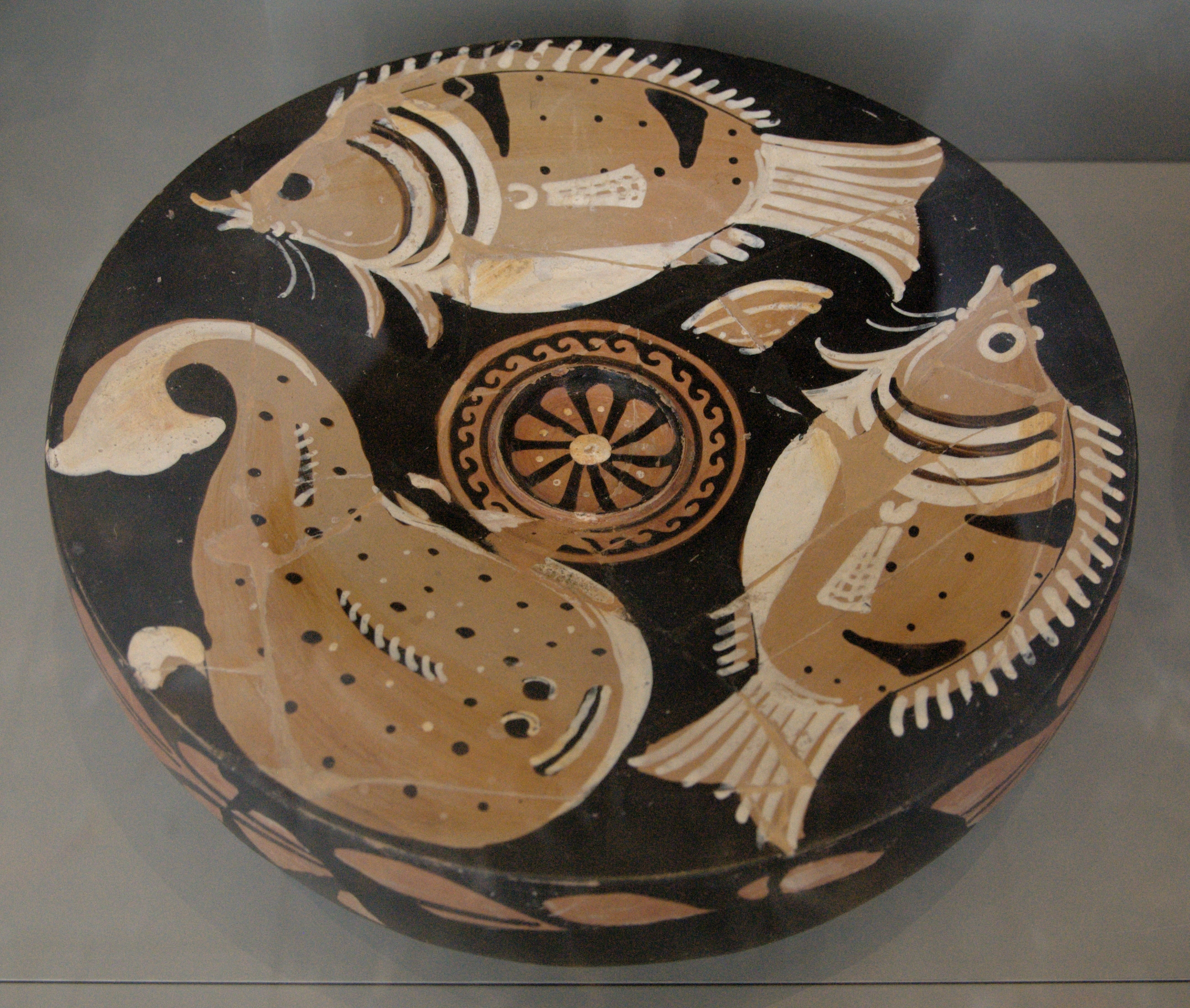
Fischteller aus dem Umfeld des Dareios-Malers

Der Dareios-Maler war wohl in einer großen, manufakturähnlichen Werkstatt in Tarent tätig und war stilbestimmend für die nach ihm kommende Vasenmalerei Apuliens. Möglicherweise war der Maler der Besitzer oder Werkstattleiter. Stilistisch folgt er dem Varrese-Maler und dessen Kreis (etwa dem Maler von Kopenhagen 4223), doch kann er deren Erbe überflügeln. Neben ihm fallen zu seiner Zeit noch der Perrone-Maler und der Phrixos-Maler auf, die mehr als nur Massenware fabrizierten. Wichtigster Nachfolger des Dareios-Malers war der Unterwelt-Maler. Arthur Dale Trendall, der wichtigste Erforscher der unteritalischen Vasenmalerei, bezeichnete den Dareios-Maler als bedeutendsten Maler mythologischer Szenen der gesamten unteritalischen Vasenmalerei.